# Hakha
Ne doit pas être confondu avec Hakka, Haka ou Aka.
Hakha (birman : ဟားခား‌မ္ရုိ့ ; MLCTS: ha: hka: mrui.) jadis appelée Haka est la capitale de l'État Chin de Birmanie. Son nom indigène est Halkha. Elle comptait environ 20 000 habitants en 1983 (essentiellement d'ethnies chin et birmane).

## Géographie et climat
Située à 1 870 m d'altitude, Hakha se trouve au pied du Mont Rung (Rung Tlang), une des plus belles montagnes de l'État Chin. Elle est reliée par route à Thantlang, Falam, Gangaw et Matupi.
Janvier est le mois le plus froid, avec une température moyenne de 18 °C. Avril est le plus chaud, avec une moyenne de 26 °C. Les précipitations annuelles sont d'environ 1 800 mm.

## Histoire
Hakha a été fondée vers 1400 par l'ethnie Lai. C'était un village d'une trentaine de maisons.
Les Britanniques en prirent possession le 19 janvier 1890, au cours de leur opération de « soumission des tribus sauvages » dans la division des collines de l'Arakan, comme la région était alors nommée. Le gouvernement britannique y établit ensuite un bureau de subdivision et Hakha devint une petite ville.
Le premier couple de missionnaires baptistes américains, le Rev. & Mrs Arthur Carson, y arriva le 15 mars 1899. D'autres missionnaires les joignirent dans l'évangélisation du nord de l'État Chin. 
Au cours de la Seconde Guerre mondiale, les Japonais prirent Hakha le 11 novembre 1943 ; elle fut assez vite reprise par les troupes britanniques. 
A l'indépendance de la Birmanie, Hakha devint une ville importante, comme centre d'une des subdivisions de la « Division spéciale Chin » (dont la capitale était Falam). La division spéciale fut dissoute en 1974 au profit de l'État Chin, avec Hakha pour capitale. Ce changement administratif se traduisit par un afflux de fonctionnaires et l'extension des limites de la ville, qui devint la plus grande de l'État avec environ 20 000 habitants (1983).

## Culture
Comme de nombreuses villes de l'État Chin, Hakha est interdite aux étrangers[réf. nécessaire].

## Cultes
La ville de Hakha est le siège du diocèse catholique de Hakha avec la cathédrale Saint-Joseph.